# Refet Abazi
Refet Abazi (mazedonisch Рефет Абази; * 17. Januar 1964 in Tetovo) ist ein nordmazedonischer Schauspieler und Hochschullehrer mit albanischen Wurzeln.

## Leben
1989 wurde Abazi an der Fakultät für Darstellende Künste (mazedonisch Факултет за драмски уметности) der Universität Skopje diplomiert, wo er seit 1999 auf Albanisch doziert. Seit seinem Hochschulabschluss ist er als Schauspieler am Theater sowie in Fernseh- und Kinofilmen tätig.

## Filmografie (Auswahl)
- Odmazda (mazedonisch Одмазда), 2001
- The Forgiveness Of Blood , 2011
- Honey Night, 2015